# Cantón Esmeraldas
Esmeraldas es un cantón ecuatoriano, de la Provincia de Esmeraldas. Su cabecera cantonal es la ciudad de Esmeraldas, lugar donde se agrupa gran parte de su población total.

## Organización territorial
La ciudad y el cantón Esmeraldas, al igual que las demás localidades ecuatorianas, se rige por una municipalidad según lo estipulado en la Constitución Política Nacional. La Municipalidad de Esmeraldas es una entidad de gobierno seccional que administra el cantón de forma autónoma al gobierno central. La municipalidad está organizada por la separación de poderes de carácter ejecutivo representado por el alcalde, y otro de carácter legislativo conformado por los miembros del concejo cantonal. El Alcalde es la máxima autoridad administrativa y política del Cantón Esmeraldas. Es la cabeza del cabildo y representante del Municipio.
El cantón se divide en una parroquia urbana y ocho rurales y son representadas por las Juntas Parroquiales ante el Municipio de Esmeraldas.
Parroquia urbana
- Esmeraldas (cabecera cantonal)

Parroquias rurales
- Camarones
- Chinca
- Coronel Carlos Concha Torres
- Majua
- San Mateo
- Tabiazo
- Tachina
- Vuelta Larga